# Dlinnyj den'
Dlinnyj den' (Длинный день) è un film del 1961 diretto da Rafail Jul'evič Gol'din.